# Edward Cook
Edward Tiffin "Ed" Cook Jr. (Chillicothe, 27 novembre 1889 – Chillicothe, 18 ottobre 1972) è stato un astista e lunghista statunitense.

## Palmarès
| Anno | Manifestazione | Sede   | Evento           | Risultato | Misura | Note            |
| ---- | -------------- | ------ | ---------------- | --------- | ------ | --------------- |
| 1908 | Olimpiadi      | Londra | Salto con l'asta | Oro       | 3,71 m | Record olimpico |
| 1908 | Olimpiadi      | Londra | Salto in lungo   | 4º        | 6,97 m |                 |